# کوتیرنهونته یکم
کوتیرنهونته یکم (به انگلیسی: Kutir-Nahhunte) یا کودور نان خوندی (به انگلیسی: Kudurnankhundi) یکی از شاهان ایلام از خاندان اپرتی بود. در نوشته های اقتصادی بر جای مانده، او را خواهرزاده (یعنی فرزند حاصل از ازدواج خواهر و برادر و وارث قانونی) کودوزولوش یکم نامیده اند. در زمان پدرش کودوزولوش یکم، سوکل شوش بود و سپس پادشاه ایلام شد. او در حدود سال ۱۷۱۰پ.م به همراه پسرش تمتی اگون به بابل لشکرکشی کرد و آنجا را گشود و پیکره ی نانار و برخی دیگر از خدایان بابلی و نیز چندین سنگ یادمان از شاهان پیشین بابل و سومر را به شوش برد. این غنیمت ها تا زمان گشوده شدن شوش بردست آشوربانی پال در ۶۴۶پ.م، در آنجا باقی ماند.

## کتابشناسی
- قشقائی، حمیدرضا، گاهنمای ایلامیان، تهران، اوگان، ۱۳۹۰.
- کامرون، جرج، ایران در سپیده دم تاریخ، ترجمه ی حسن انوشه، تهران، علمی و فرهنگی، ۱۳۷۲.
- مجیدزاده، یوسف، تاریخ و تمدن ایلام، تهران، مرکز نشر دانشگاهی، ۱۳۷۰.
- هینتس، والتر، دنیای گمشده ی ایلام، ترجمه ی فیروز فیروزنیا، تهران، علمی و فرهنگی، ۱۳۷۱.
- The Cambridge Ancient History, vol.1 part 2.